# Битва за Цзиньмэнь
Битва за Цзиньмэнь (кит. трад. 金門戰役, пиньинь Jīnmén zhànyì) — боевые действия 25—27 октября 1949 года во время завершающего этапа Гражданской войны в Китае. Победа националистов позволила им сохранить за собой Тайвань и прилегающие острова и избежать окончательного поражения в войне.

## Предыстория
К осени 1949 года коммунисты контролировали большую часть Китая. Правительство Чан Кайши бежало на Тайвань. 1 октября Мао Цзэдун провозгласил Китайскую Народную Республику. К концу октября армия коммунистов вышла к Тайваньскому проливу. Но значительные гарнизоны Китайской республики оставались на островах Цзиньмэнь и Мацзу, поскольку эти острова были препятствием для вторжения коммунистов на Тайвань.
Руководство НОАК считало, что на всех островах имелось не более 12 000 солдат Китайской республики, и рассчитывало на победу в течение не более 3 дней. Однако, их было намного больше, и они готовились к обороне, создав укрепления и установив тысячи мин.

## Ход боевых действий
Для вторжения были использованы сотни рыболовных судов, НОАК планировала начать наступление на острова Цзиньмэнь в Тайваньском проливе в ночь с 24 на 25 октября. Но часть судов сбилась с курса, проплыв мимо, а в 1:30 ночь патруль националистов по неосторожности подорвал мину на побережье острова. Гарнизон острова был поднят по тревоге, осветительные ракеты позволили немедленно открыть огонь на поражение. Полки 251 и 253 НОАК всё же смогли прорвать береговую линию обороны и продвинулись вглубь.
Значительная часть судов была либо уничтожена, либо в отлив осталась на берегу и стала бесполезна. Этим был затруднён подвоз боеприпасов и подкреплений, НОАК не смогла обеспечить усиление войск на плацдарме. Бои продолжались три дня, пока у войск НОАК не закончилась провизия и боеприпасы. Выжившие бойцы коммунистической армии были вынуждены отступить на материк.

## Итоги сражения
Победа Китайской Республики дала ей возможность сохранить под своим контролем Тайвань и прилегающие острова. После того, как Хайнань, Тибет и другие территории Китая были завоеваны НОАК, Китай оказался де-факто разделен на два государства. Это положение сохраняется и по сей день. Ввиду поражения, результат его не афишировался в материковом Китае, но послужил для подъёма духа армий Гоминьдана, которые терпели до этого поражения.
Правительство Китайской Народной Республики предприняло в дальнейшем массированное артиллерийское наступление на остров Кинмэн, сосредоточив пушки калибра 130 и 203 мм. В течение 1958 года по острову было выпущено полмиллиона снарядов.